# Cerreto Castello
Cerreto Castello là một đô thị ở tỉnh Biella vùng Piedmont của nước Ý, có vị trí cách khoảng 70 km về phía đông bắc của of Torino và khoảng 8 km về phía đông của of Biella. Tại thời điểm ngày 31 tháng 12 năm 2004, đô thị này có dân số 662 người và diện tích là 2,7 km².
Cerreto Castello giáp các đô thị: Cossato, Quaregna, Valdengo, Vigliano Biellese.